# Macdonaldite
La macdonaldite è un minerale.